# 馬歇爾縣 (明尼蘇達州)
馬歇爾縣（英語：Marshall County）是美國明尼蘇達州西北部的一個縣，西鄰北達科他州。面積4,695平方公里。根據美國2000年人口普查，共有人口10,155人。縣治沃倫 (Warren)。
成立於1853年3月3日，縣名紀念第五任州長威廉·R·馬歇爾 (William R. Marshall)。